# Río de la Plata
«Ріо де ла Плата» (ісп. Río de la Plata) — бронепалубний крейсер ВМС Іспанії першої половини XX століття.

## Історія створення
Бронепалубний крейсер «Ріо де ла Плата» був замовлений у Франції незадовго до іспансько-американської війни. Закладений у 1896 році на верфі «Forges et chantiers de la Méditerranée». Спущений на воду 17 вересня 1898 року, вступив устрій в 1900 році.
Кошти на побудову крейсера зібрали вихідці з Іспанії, які проживали в Аргентині та Уругваї.

## Конструкція
Крейсер «Ріо де ла Плата» належав до типу малих крейсерів, призначених для колоніальної служби. Тому його днище було обшите тиковими дошками та мідними листами.
Броньована палуба мала товщину 12-20 мм.
Силова установка потужністю 6 931 к.с. складалась з 2 парових котлів «Normand» та 2 паротурбінні установки «Singaud» потрійного розширення. Запас вугілля становив 270 м.
Озброєння складалось з двох 140-мм гармат «Scheneider - Canet», чотирьох 105-мм гармат «García-Lomas», шести 57-мм скорострільних гармат «Nordenfelt», чотирьох 37-мм кулеметів «Maxim-Nordenfelt» та двох 356-мм торпедних апаратів.

## Історія служби
Після вступу у стрій крейсер здійснив подорож до берегів Південної Америки, відвідавши Чилі та Перу. У 1903 році взяв участь у міжнародній виставці в Новому Орлеані. У 1906 році доставив в Іспанію учасників Альхесіраської конференції.
В 1911 році, під час окупації Лараша, крейсер був у складі морських сил, що діяли поблизу марокканського узбережжя.
У 1913 році корабель був перетворений на мінний загороджувач. З 1922 року ніс службу в Барселоні як плавбаза для гідролітаків.
У 1931 році виключений зі складу флоту та зданий на злам.